# فهرست فیلم‌های ایرانی سال ۱۳۳۰
فهرست فیلم‌های ایرانی سال ۱۳۳۰
| فیلم          | کارگردان       |
| ------------- | -------------- |
| پریچهر        | فضل اله بایگان |
| خوابهای طلایی | معزدیوان فکری  |
| دستکش سفید    | پرویز خطیبی    |
| شکار خانگی    | علی دریابیگی   |
| کمرشکن        | ابراهیم مرادی  |
| مستی عشق      | اسماعیل کوشان  |